# Parafia św. Bartłomieja Apostoła w Szydłowicach
Parafia św. Bartłomieja Apostoła w Szydłowicach – rzymskokatolicka parafia, należy do dekanatu Brzeg północ w archidiecezji wrocławskiej.

## Historia parafii
Parafia została erygowana w 1945 roku. Obsługiwana jest przez księży diecezjalnych. Jej proboszczem od 2017 roku jest ks. Tomasz Luboiński. Księgi metrykalne: chrztów, ślubów i zgonów parafia prowadzi od 1945 roku.  

## Zasięg parafii
Do parafii należy 1548 wiernych z miejscowości: Błota, Dobrzyń, Leśna Woda, Myśliborzyce i Lednica. Przy parafii działają wspólnoty parafialne: Żywy Różaniec, Lektorzy, Ministranci, Schola, Rada Parafialna, Grupa Biblijna 
i Grupa Modlitewna św. Ojca Pio.

## Inne kościoły i kaplice
- Kościół Najświętszej Maryi Panny z Góry Karmel w Błotach,
- Kościół św. Stanisława Kostki w Dobrzyniu,
- Kaplica pw. św. O. Pio z Petrelciny w Szydłowicach

### Cmentarze
- Cmentarz parafialny w Szydłowicach,
- Cmentarz parafialny w Dobrzyniu,
- Cmentarz parafialny w miejscowości Błota.